# 신왕초등학교 부연분교
신왕초등학교 부연분교는 대한민국 강원특별자치도 강릉시 연곡면 삼산리 1279에 있었던 공립 초등학교이다.

## 연혁
- 1953.10.29 삼산초등학교 부연분교장 설립 인가
- 1954.04.14 삼산초등학교 부연분교장 개교
- 1957.04.13 부연초등학교 설립 인가
- 1957.10.02 부연초등학교 개교
- 1977.03.01 삼산초등학교 부연분교장으로 격하
- 1997.03.01 신왕초등학교 부연분교장으로 편입
- 2007.03.01 학생수 감소로 폐교